# Ahn Sojin
Ahn Sojin (hangul: 안소진) (Daejeon, 25 de maio de 1992 – Daegu, 24 de fevereiro de 2015), mais frequentemente creditada na carreira musical apenas como Sojin (hangul: 소진), foi uma cantora. Foi conhecida por ter sido concorrente do Kara Project.

## Biografia
Sojin nasceu no dia 25 de maio de 1992 em Daejeon, Coreia do Sul. Em 27 maio 2014 Sojin se juntou ao Kara Project (programa feito para encontrar uma nova integrante do grupo feminino Kara. O programa ia ao ar toda Terça-Feira ás 18:00 na MBC Music. O programa teve ao ar até dia 1 de julho de 2014. Sojin terminou em 2º lugar e infelizmente ela não estreou com o Kara.

## Morte
Em 24 de fevereiro de 2015, Ahn So-jin foi encontrada morta, em um aparente suicídio, depois de se jogar do 10º andar de seu apartamento um mês após o término do contrato com a DSP. Ela foi estagiária por cinco anos antes de participar do Projeto Kara.